# We Sweat Blood
We Sweat Blood – drugi pełnowymiarowy album kanadyjskiej grupy Danko Jones. W roku 2005 płyta została wydana w Stanach Zjednoczonych.

## Lista utworów
1. Forget My Name – 2:53
2. Lovercall – 2:52
3. Dance – 3:29
4. I Love Living in the City – 3:22
5. I Want You – 3:18
6. Sound of Love – 3:50
7. Heartbreak's a Blessing – 2:55
8. Wait a Minute – 2:34
9. Strut – 2:49
10. Home to Hell – 2:12
11. Hot Damn Woman – 3:06
12. The Cross – 2:22
13. Love Travel – 2:57
14. We Sweat Blood – 2:57